# 黃斑黃毒蛾
黃斑黃毒蛾（学名：Euproctis insulata）为毒蛾科黃毒蛾屬下的一个种。